# 小笠原道雄
小笠原 道雄（おがさわら みちお、1936年2月12日 - ）は、日本の教育学者。専門はドイツ教育哲学。広島大学名誉教授。広島文化学園短期大学学長や広島県教育委員会委員長も務めた。

## 研究テーマ
- フリードリヒ・フレーベルの教育思想
- 映像メディア利用教育及びメディア・リテラシー形成に関する研究
- テオドール・リットの教育思想
- ドイツ教育学説史

## 経歴
- 北海道出身。
- 広島大学大学院教育学研究科博士課程修了。
- 1964年から上智大学、北海道学芸大学等を経て、広島大学助教授のちに教授、同大学名誉教授となった。
- 広島文化学園短期大学学長も務めた[3]。
- 2019年、瑞宝中綬章受章[5][2]。

## 著作権侵害による複数著書の絶版処分
以下のように、著書の絶版処分が複数発生している。
- 2022年8月に勁草書房から出版された小笠原の著書『ヴィルヘルム・ディルタイの教育学: 生成・展開・現代的展望』（ISBN 978-4-326-25161-2）は、「著作権法第32条の引用条件を逸脱し、著作権侵害にあたる」[6]として、2024年3月に絶版回収処分となった[6]。同書については2023年に学術誌に掲載された書評で、複数の章が参照元文献の「ほぼ翻訳と言ってよい」[7]内容であり、「どこまでが参照された論文の内容なのか、どこからが著者自身による記述なのかが判然としない」[7]と指摘されていた[7]。

- 2024年5月に東信堂から出版された著書『テオドール・リット研究』（ISBN 978-4-7989-1888-4）についても、「引用表記や表現に不適切な箇所」[8]が複数のページに存在するとの理由で、2024年10月に絶版回収処分となった[8]。

- 2021年3月に福村出版から出版された著書『原典資料の解読によるフリードリヒ・フレーベルの研究』（ISBN 978-4-571-11046-7）についても、「出典・引用に不適切・不十分な箇所」[9]が確認されたとの理由で、2025年4月に絶版回収処分となった[9]。

- 2014年9月に清水書院から出版された著書『人と思想 164 フレーベル』（ISBN 978-4-389-42164-9、2000年出版のISBN 4389411640の新装版）についても、「出典・引用に不適切・不十分な箇所」[10]が確認されたとの理由で、2025年4月に絶版処分となった[10]。

## 編著書
- 『現代ドイツ教育学説史研究序説』（福村出版、1974年）
- 『教育哲学』（福村出版、1991年）
- 『フレーベルとその時代』（玉川大学出版部、1994年）
- 『精神科学的教育学の研究』（玉川大学出版部、1999年）
- 『フレーベル』〈人と思想 164〉（清水書院、2000年、ISBN 4389411640）
  - （新装版）『人と思想 164 フレーベル』（清水書院、2014年、ISBN 978-4-389-42164-9） - 絶版（上述）
- 『近代教育思想の展開』（福村出版、2000年）
- 『近代教育の再構築』（福村出版、2000年）
- 『原典資料の解読によるフリードリヒ・フレーベルの研究』（福村出版、2021年、ISBN 978-4-571-11046-7） - 絶版（上述）
- 『ヴィルヘルム・ディルタイの教育学: 生成・展開・現代的展望』（勁草書房、2022年、ISBN 978-4-326-25161-2） - 絶版（上述）
- 『テオドール・リット：人と作品』（東信堂、2023年、ISBN 978-4-7989-1819-8）
- 『テオドール・リット研究』（東信堂、2024年、ISBN 978-4-7989-1888-4） - 絶版（上述）

他多数